# Oscillatoriales
Ordre
Les Oscillatoriales sont un ordre de Cyanobactéries (anciennement appelées algues bleues). 

## Liste des familles
Selon World Register of Marine Species (27 mars 2018) :
- Ammatoideaceae
- Borziaceae Borzi, 1914
- Coleofasciculaceae
- Gomontiellaceae
- Homoeotrichaceae
- Microcoleaceae
- Oscillatoriaceae Engler, 1898
- Phormidiaceae Anagnostidis & Komárek, 1988
- Schizotrichaceae Elenkin, 1949

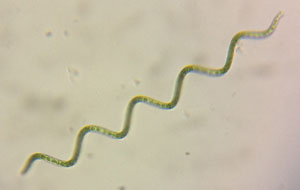
Arthrospira platensis (Microcoleaceae)
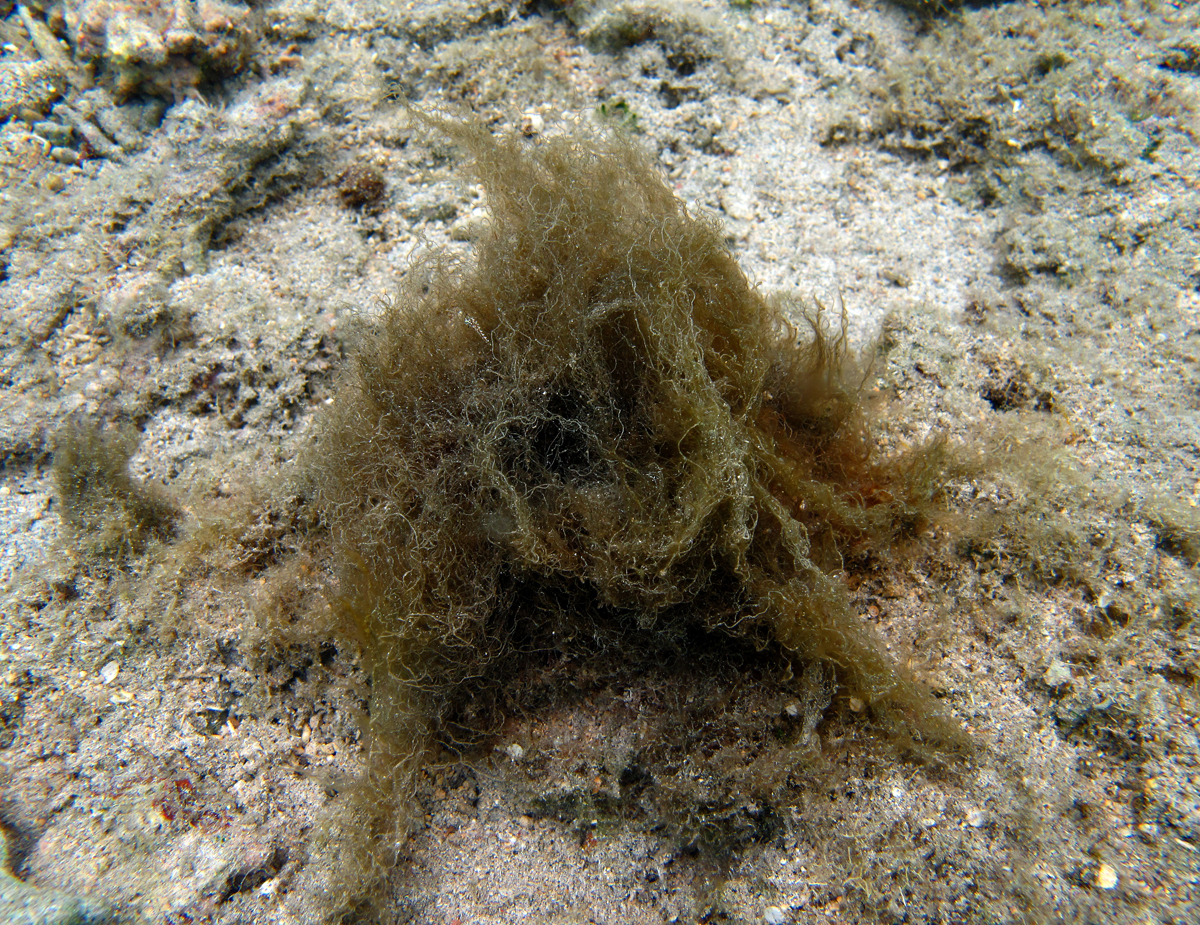
Une colonie de cyanobactéries Lyngbya majuscula (Oscillatoriaceae)
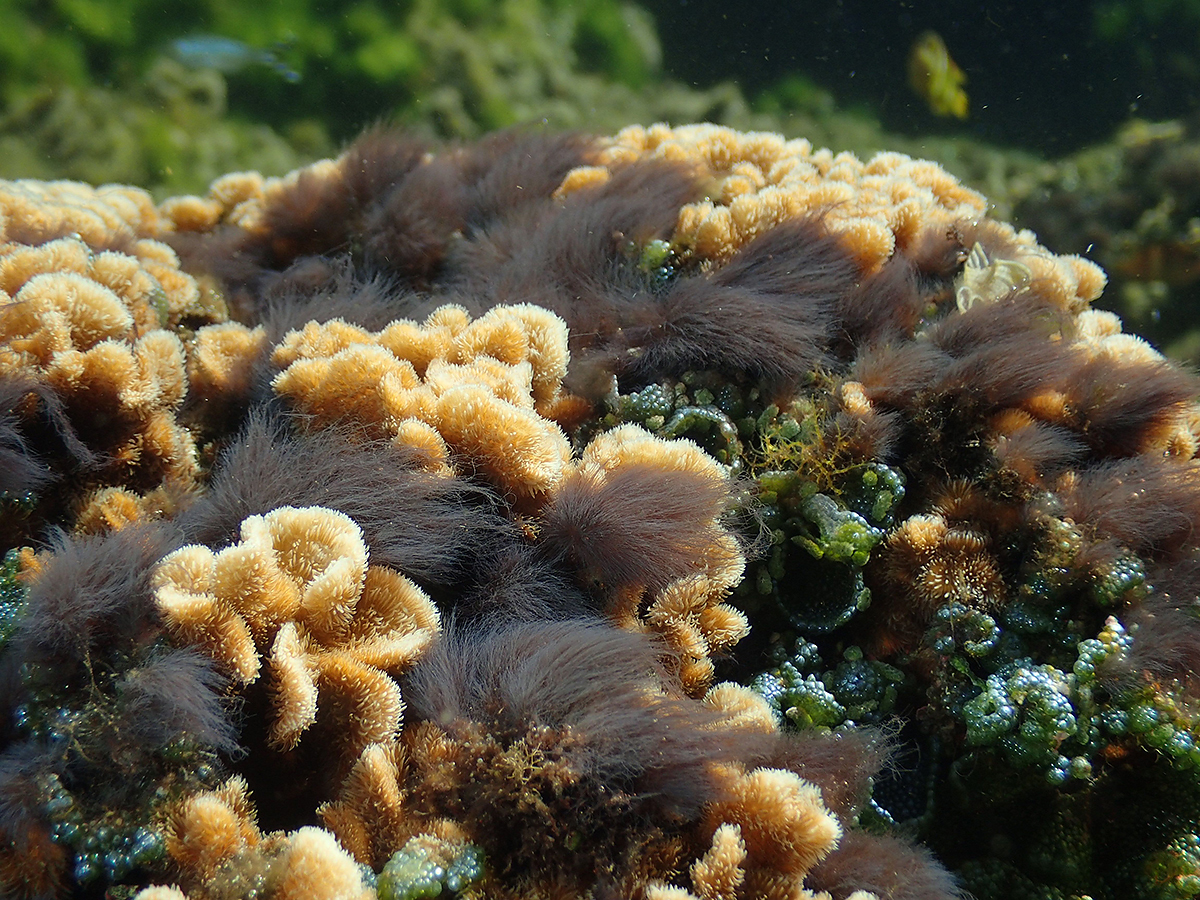
Une colonie de cyanobactéries Blennothrix majus  (Oscillatoriaceae)
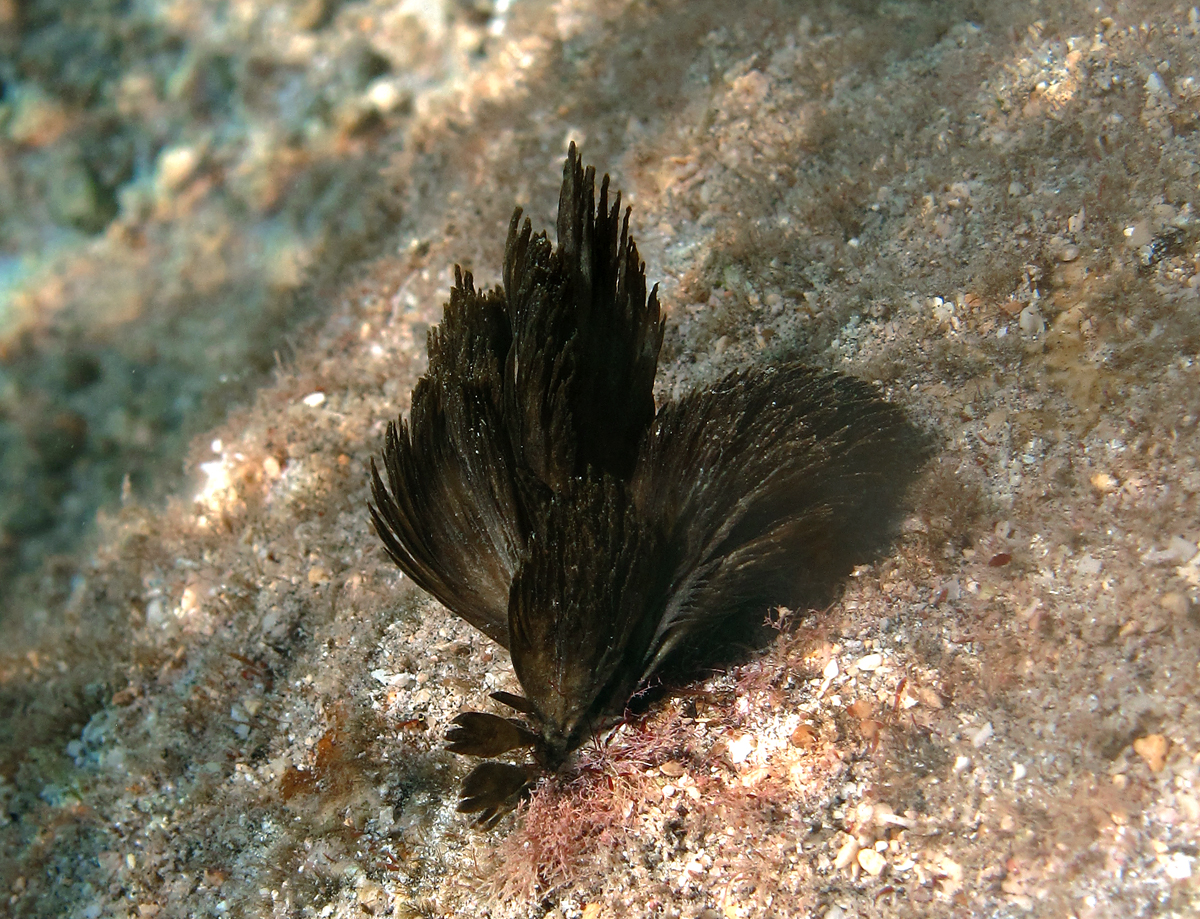
Une colonie de cyanobactéries Symploca hydnoides? (Phormidiaceae)

genres fossiles
- †Obruchevella